# Paradoja de la obesidad
La paradoja de la obesidad es una hipótesis médica que sostiene que la obesidad (y el colesterol alto, cuando se usa el término general de "epidemiología inversa") puede, de forma contradictoria, ser protectora y asociarse con una mayor supervivencia en ciertos grupos de personas, como los individuos muy ancianos. o aquellos con ciertas enfermedades crónicas. Además, postula que el índice de masa corporal normal o bajo o los valores normales de colesterol pueden ser perjudiciales y estar asociados con una mayor mortalidad en personas asintomáticas. 

## Descripción
La terminología "epidemiología inversa" fue propuesta por primera vez por Kamyar Kalantar-Zadeh en la revista Kidney International en 2003 y en el Journal of the American College of Cardiology en 2004. Es una contradicción con los conceptos predominantes de prevención de la aterosclerosis y las enfermedades cardiovasculares; sin embargo, el tratamiento profiláctico activo de la enfermedad cardíaca en personas asintomáticas, por lo demás sanas, es y ha sido controvertido en la comunidad médica durante varios años.
Se desconoce el mecanismo responsable de esta asociación inversa, pero se ha sugerido que, en pacientes con enfermedad renal crónica, "la ocurrencia común de inflamación persistente y pérdida de energía proteica en la ERC [enfermedad renal crónica] avanzada parece explicar en gran medida esta asociación paradójica entre los factores de riesgo tradicionales y los resultados CV [cardiovasculares] en esta población de pacientes". Otra investigación ha propuesto que la paradoja puede explicarse por el tejido adiposo que almacena productos químicos lipofílicos que de otro modo serían tóxicos para el cuerpo.
La paradoja de la obesidad (excluyendo la paradoja del colesterol) se describió por primera vez en 1999 en personas con sobrepeso y obesidad sometidas a hemodiálisis, y posteriormente se encontró en personas con insuficiencia cardíaca, infarto de miocardio, síndrome coronario agudo, enfermedad pulmonar obstructiva crónica (EPOC), y en residentes mayores de hogares de ancianos.
En las personas con insuficiencia cardíaca, aquellos con un índice de masa corporal entre 30.0-34.9 tenían una mortalidad más baja que aquellos con lo que normalmente se consideraría un peso ideal. Esto se ha atribuido al hecho de que las personas a menudo pierden peso a medida que se enferman progresivamente. Se han realizado hallazgos similares en otros tipos de enfermedades del corazón. Las personas con obesidad de clase I y enfermedades cardíacas no tienen mayores tasas de problemas cardíacos adicionales que las personas de peso normal que también tienen enfermedades cardíacas. Sin embargo, en personas con mayores grados de obesidad, el riesgo de eventos adicionales aumenta. Incluso después de la cirugía de derivación cardíaca, no se observa aumento de la mortalidad en personas con sobrepeso y obesidad. Un estudio encontró que la mejora en la supervivencia podría explicarse por el tratamiento más agresivo que las personas obesas reciben después de un evento cardíaco. Otro descubrió que si se tiene en cuenta la EPOC en las personas con enfermedad arterial periférica, el beneficio de la obesidad ya no existe.

## Críticas
La paradoja de la obesidad ha sido criticada por ser un artefacto derivado de sesgos en estudios observacionales. Varios investigadores han observado fuertes confusiones en efectos del tabaco en la salud. Dado que los fumadores, que están sujetos a tasas de mortalidad más altas, también tienden a ser más delgados, un ajuste inadecuado para fumar conduciría a subestimar las razones de riesgo asociadas con las categorías de IMC con sobrepeso y obesidad. En un análisis de 1,46 millones de personas, la restricción a los participantes que nunca fumaron redujo en gran medida las estimaciones de mortalidad en el grupo de bajo peso, y fortaleció las estimaciones en los grupos con sobrepeso y obesidad. Un estudio similar de 2016 encontró que un IMC bajo que ha sido "inducido por estilos de vida saludables" es el mejor método para reducir el riesgo de muerte prematura.
Otra preocupación es la causalidad inversa debido a la pérdida de peso inducida por la enfermedad. Es decir, puede que no sea un IMC bajo lo que está causando la muerte (y por lo tanto hacer que la obesidad parezca protectora) sino una muerte inminente que cause un IMC bajo. De hecho, la pérdida de peso involuntaria es un predictor extremadamente significativo de mortalidad. Las personas con enfermedades terminales a menudo experimentan pérdida de peso antes de la muerte, y clasificar a esas personas como delgadas aumenta enormemente la tasa de mortalidad en las categorías de IMC normales y de bajo peso, al tiempo que reduce el riesgo en las categorías de IMC más altas. Los estudios que emplean estrategias para reducir la causalidad inversa, como la exclusión de personas enfermas al inicio del estudio y la introducción de un intervalo de tiempo para excluir las muertes al comienzo del seguimiento han arrojado estimaciones de un mayor riesgo de índices de masa corporal superiores a 25 kg/m². Los críticos de la "paradoja" también han argumentado que los estudios que respaldan su existencia casi siempre usan el IMC como la única medida de obesidad. Sin embargo, debido a que el IMC es un método imperfecto para medir la obesidad, los críticos argumentan que los estudios que utilizan otras medidas de obesidad además del IMC, como la circunferencia de la cintura y la relación cintura/cadera, hacen que la existencia de la "paradoja" sea cuestionable.
Una explicación metodológica probable para la paradoja de la obesidad es el sesgo de estratificación (ensayos clínicos) de una variable llamada collider, colisionador epidemiológico o "factor de colisión", que comúnmente surge cuando uno restringe o estratifica un factor (el "colisionador") causado por la exposición (o sus descendientes) y el resultado (o sus antepasados /factores de riesgo).

## Otras lecturas
- Carnethon, Mercedes R.; De Chavez, Peter John D.; Biggs, Mary L.; Lewis, Cora E.; Pankow, James S.; Bertoni, Alain G.; Golden, Sherita H.; Liu, Kiang et al. (2012). «Association of Weight Status With Mortality in Adults With Incident Diabetes». JAMA 000 (8): 9000-9001. PMC 3467944. PMID 22871870. doi:10.1001/jama.2012.9282. Resumen divulgativo – WebMD (August 7, 2012).
- Florez, Hermes; Castillo-Florez, Sumaya (2012). «Beyond the Obesity Paradox in Diabetes: Fitness, Fatness, and Mortality». JAMA 308 (6): 619-620. PMID 22871873. doi:10.1001/jama.2012.9776.

- Datos: Q357496